# Equisetales
Equisetales  Dumort, 1829 è un ordine di piante vascolari, appartenente alla classe Polypodiopsida.
Sono comunemente noti come equiseti. Gli equiseti viventi sono rappresentati da una ventina di specie erbacee nel genere unico Equisetum. Tipicamente crescono in zone umide, con spirali di rami aghiformi che si irradiano ad intervalli regolari da un unico stelo verticale.
Le piante dell'ordine delle Equisetales sono tra gli organismi pluricellulari più antichi della terra: il ritrovamento di resti fossili di alcune sue specie indicano che erano piante diffuse già alla fine dal Devoniano (395 – 345 milioni di anni fa).  Dal punto di vista filogenetico sono piante più primitive delle Angiosperme, infatti sono senza organi sessuali distinti, si propagano e si riproducono per mezzo di spore.

## Etimologia
Il nome dell'ordine (Equisetales) significa “crine di cavallo”; la radice equiset- deriva infatti dal latino equi saeta, ossia coda (saeta, -ae, lett. crine) di cavallo (equi, gen. di equus, -i).

La nomenclatura scientifica attualmente accettata (Equisetales) è stata proposta nella pubblicazione ”Analyse des familles des plantes, avec l'indication des principaux genres qui s'y rattachent” (J. Casterman aîné, Tournay, 1829) del botanico, naturalista e politico belga Barthélemy Charles Joseph Dumortier (Tournai, 3 aprile 1797 – 9 giugno 1878). Altre classificazioni assegnano la nomenclatura dell'ordine al gruppo di botanici: DC. ex Bercht. & J. Presl.

## Descrizione
L'elemento più caratteristico delle specie di questo ordine è la presenza, nelle parti fertili, di “sporofilli” scudati o peltati che portano diversi sporangi (generatori di spore) infissi nella parte inferiore degli “sporofilli” stessi. Caratteristica è inoltre la struttura dei fusti (morfologia comune a tutte le Equisetopside, chiamate in passato Sphenopsida), ossia una sequenza articolata in nodi e internodi, dove ad ogni nodo può essere inserito un verticillo di foglie (microfille concresciute a guaina) e di rami.

Altra caratteristica importante si può osservare nelle sezioni trasversali in corrispondenza dei nodi e internodi. Nella sezione del nodo la struttura è quella tipica dei “sifonosteli” (da “sifone” : una cavità piuttosto evidente al centro del fusto); mentre nella sezione internodale è presente una struttura “eustelica” (ossia parte della cavità centrale s'interrompe in più punti e si crea un anello di cavità minori tutt'intorno a quella centrale). 

La superficie degli internodi è inoltre percorsa da diverse striature longitudinali che si sfalsano passando da un nodo all'altro (quindi i rami, che sono fotosintetici, visti dall'alto, sono sfalsati anch'essi, in modo che ognuno possa ricevere una porzione di luce).

## Distribuzione e habitat
La massima diffusione e sviluppo delle piante di questo ordine è stato nell'era Paleozoica (periodo Carbonifero) per poi estinguersi velocemente (a parte il genere Equisetum). A quei tempi la diffusione era globale e queste piante colossali costituivano ovunque immense foreste palustri in climi caldo-umidi sub-tropicali e tropicali.

## Sistematica
"Equisetaceae" è la sola famiglia comprendenti ancora forme viventi appartenente a questo ordine (le altre famiglie sono conosciute come fossili del Carbonifero medio).  La classificazione di questo ordine è ancora oggi tema di discussione nel mondo botanico; solo ultimamente è stata posta tra le "Pteridofite" (la divisione delle felci) per delle affinità a livello molecolare.
 La classificazione proposta nella tabella a destra è quella derivata da una recente ricerca del 2006 (Smith et al.).

Nelle classificazioni precedenti questo ordine era assegnato alla classe delle Sphenopside nella classificazione di Adolf Engler (Żagań, 25 marzo 1844 – Berlino, 10 ottobre 1930), botanico tedesco, famoso per i suoi lavori sulla tassonomia delle piante; e prima ancora nella classe delle Equisetinae ad opera di Richard von Wettstein, (Vienna, 3 giugno 1863 – Trins, 10 agosto 1931), botanico austriaco, noto per aver introdotto un sistema di classificazione filogenetico delle piante.

### Famiglie
Elenco delle famiglie assegnate all'ordine Equisetales. Altri autori (A. Engler) preferiscono collocare alcune di queste famiglie (Archaeocalamitaceae e Calamitaceae) nell'ordine delle Calamitales.
- Archaeocalamitaceae: comprendente un unico genere (Asterocalamites); si differenzia dalle altre famiglie per avere più verticilli di foglie sovrapposti; le foglie inoltre non sono concresciute nemmeno in parte.
- Asterocalamitaceae : sinonimo di Archaeocalamitaceae.
- Calamitaceae: si caratterizzano dall'avere gli sporangiofori “scutati” (a forma di scudo) e intercalati da brattee lanceolate. Di questa famiglia sono stati ritrovati dei fossili chiamati Asterofilli e Asterofilliti (sono piante dalle dimensioni enormi).
- Calamariaceae (da R. von Wettstein) : sinonimo di Calamitaceae
- Equisetaceae Michx. ex DC. (1804) : è l'unica famiglia con specie ancora viventi; è caratterizzata dall'avere solamente spore si tipo isospore, ossia tutte uguali (indifferenziate sessualmente), mentre le famiglie fossili presentano anche casi di eterospore (spore già potenzialmente differenziate sessualmente).

## Usi
L'importanza dell'ordine è data soprattutto dalla possibilità di sfruttare le specie fossili sotto forma di depositi di carbone fossile.

## Galleria d'immagini

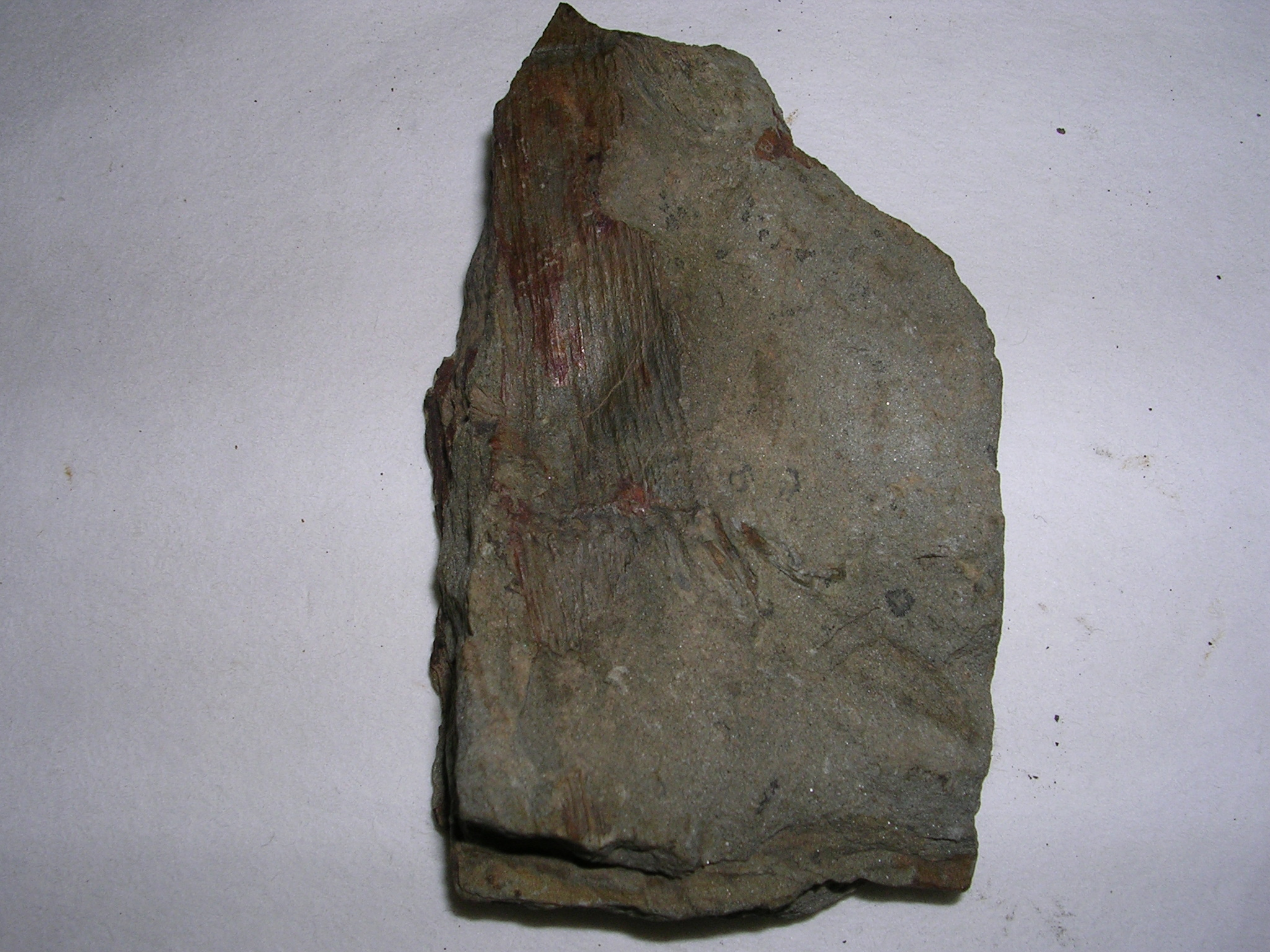
Fossile di una specie della famiglia Archaeocalamites
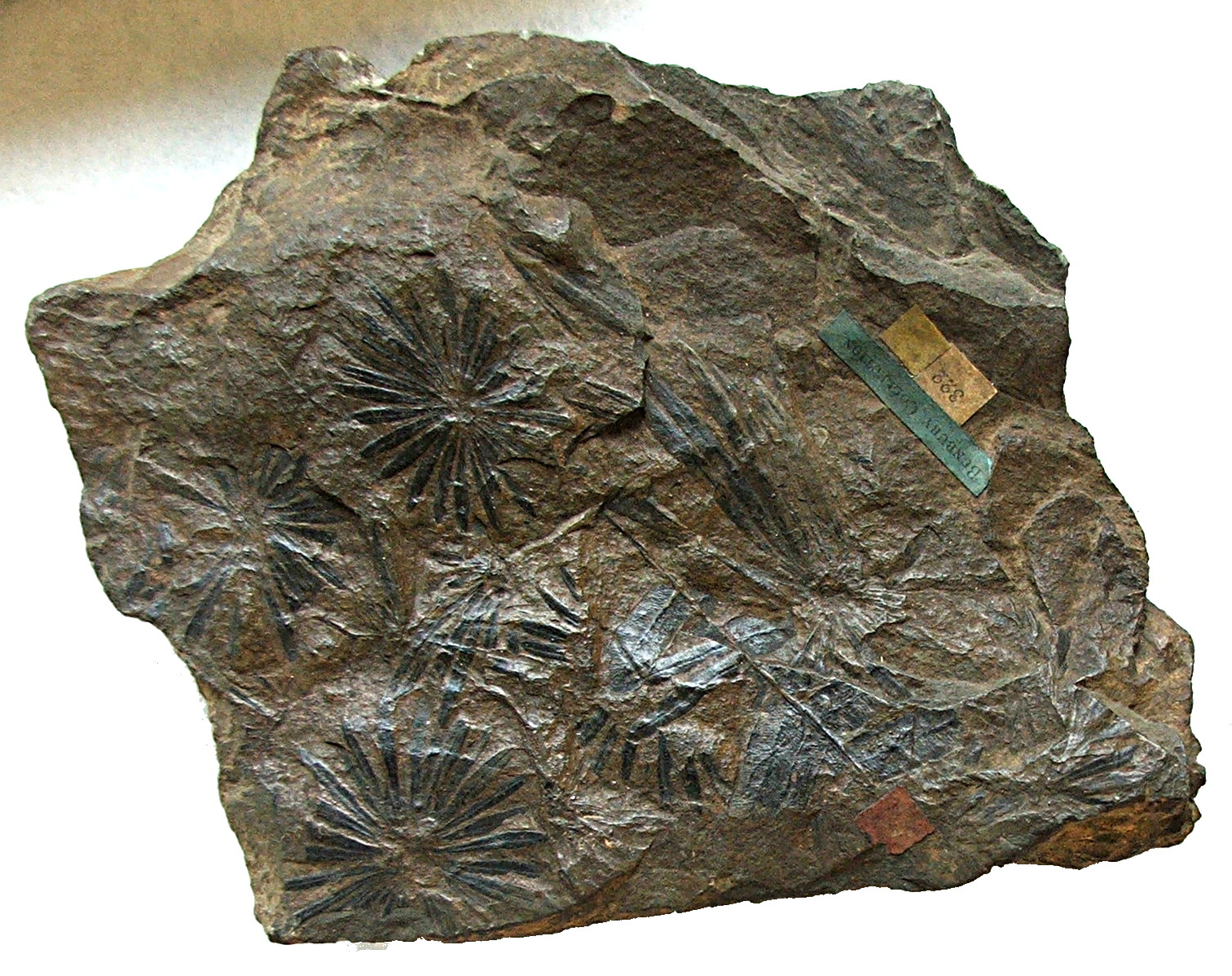
Foglie di una specie del genere Calamites)
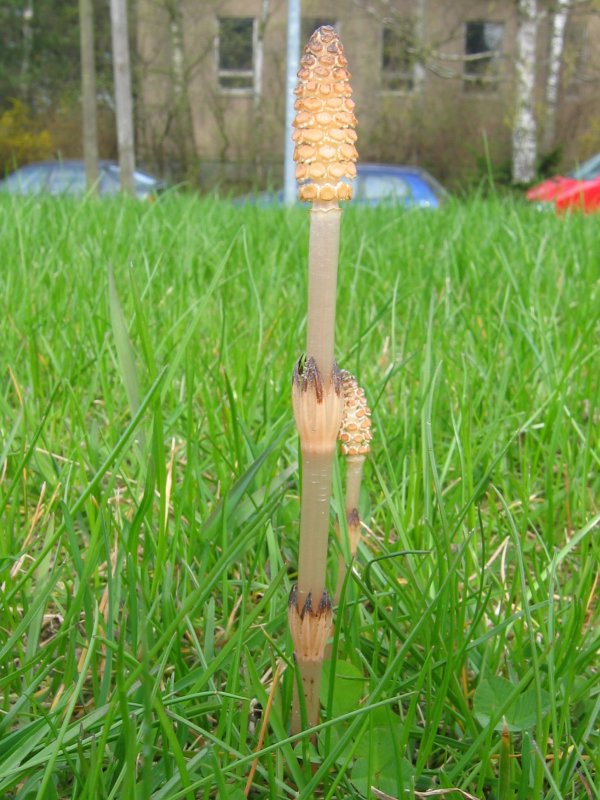
Fusti fertili (Equisetum arvense)
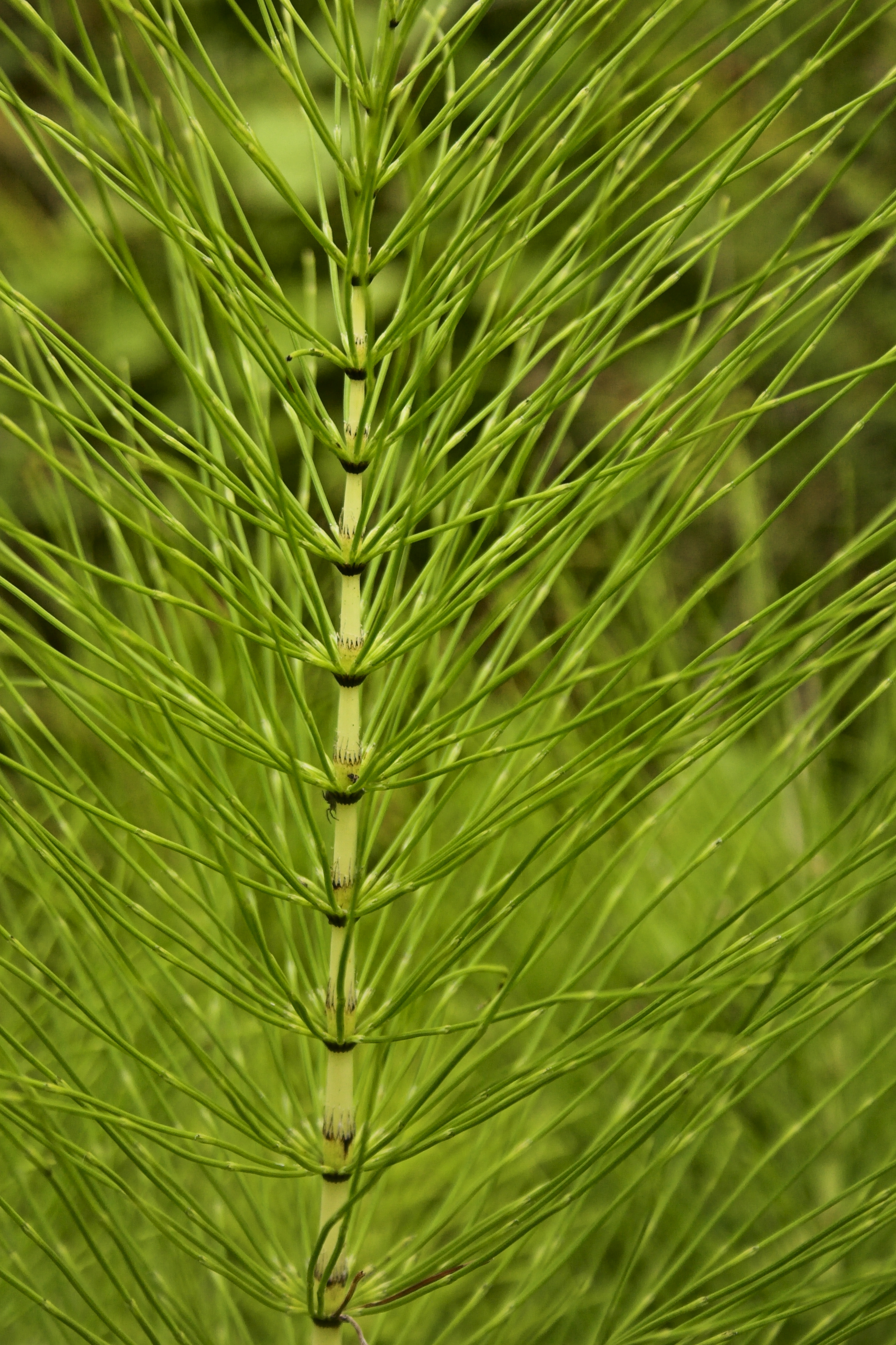
Fusto sterile (Equisetum telmateia)